# سهراب عرابي
سهراب عرابي (تنطق كذلك آرابي) كان طالبًا إيرانيًا مؤيدًا للديمقراطية عمره 19 عامًا أصبحت وفاته رمزًا للاحتجاجات أثناء الاحتجاجات التي اندلعت بعد الانتخابات الإيرانية في عام 2009 في إيران.

## الأسرة والبيئة الاجتماعية
نشأ سهراب في أسرة إيرانية من الطبقة المتوسطة. وقد أصبحت والدته، بارفين فاهيمي، عضوًا نشطًا في جمعية أمهات من أجل السلام بعد مقتله.

## الاعتقال والقتل
اختفى سهراب في الخامس عشر من يونيو أثناء الاحتجاجات التي نشبت في خضم الانتخابات الرئاسية في عام 2009. وقد حظيت تلك الحالة بقدر كبير من التغطية الإعلامية. وقد وعد النائب العام سعيد مرتضوي بالإفراج عن السيد عرابي. وبعد حوالي شهر من بحث أصدقائه وأفراد أسرته عنه، تبين أن سهراب قد تعرض للقتل بسبب «رصاصة في القلب من سلاح ناري». وقد قالت مصادر أخرى إنه تلقى رصاصتين، واحدة في الرأس والأخرى في القلب. وقد قامت السلطة القضائية الإيرانية بتسليم الجثمان إلى أسرة الضحية.
ولا تزال الظروف المحددة التي قتل فيها عرابي غير مؤكدة. فوفقًا لأحد السيناريوهات، توفي في السجن. ويقول الآخرون إنه ربما تم إطلاق الرصاص عليه في الشارع ثم توفي بعد ذلك في المستشفى أو في معسكر الشرطة. وأثناء جنازته، صرخت أمه عاليًا بأنه طعن في قلبه.

## الجنازة والفترة التي تليها
أدى مقتل سهراب عرابي إلى انتشار شعور بالحزن في مختلف أرجاء الدولة، وقد أثر على الاحتجاجات بشكل مشابه لمقتل ندا أغا سلطان. وقد هتفت الحشود التي تجمعت في جنازته منددة بالشرطة.
في الرابع عشر من يوليو، زار رئيس الوزراء السابق موسوي وزوجته زهرة رهنورد أسرة سهراب وأشادو به. وبعد زيارة موسوي، قابل مهدي كروبي، رئيس حزب الثقة الوطنية والذي كان يطمح إلى الفوز بالرئاسة في عام 2009، كذلك أسرة سهراب، وعبر عن تضامنه مع أقاربه.
وقد خلق مقتل سهراب عرابي حالة من الخوف العارم بين العشرات من الأسر التي كانت تعتصم أمام سجن إيفين، في محاولة لمعرفة مصائر أحبائهم الذين اختفوا خلال الاضطرابات التي أعقبت الانتخابات. وقال المتحدث الرسمي عن الحملة الدولية لحقوق الإنسان في إيران أنه ربما يكون هناك «العشرات، أو حتى المئات» من الأشخاص المفقودين مثل عرابي. «فقد اختفوا بشكل مفاجئ... فلا يوجد أي تأكيد ما إذا كانوا في السجون أم قتلوا.»

## وصلات خارجية
- Young Election Protester Buried in Tehran (New York Times, 2009)
- Slain Iranian teenager becomes symbol of protests (Los Angeles Times, 2009)
- Man's family learns of his death one month after Iran protests (CNN)
- In month's turmoil, Iran death toll still unknown (The Associated Press, 2009)
- IRAN: Tale of Sohrab Arabi Raises Fears About the Missing (IPS, 2009)
- Video of Mirhossein Moosavi, visiting Sohrab Aarabi's family